# Johann Caspar Füssli
Pour les articles homonymes, voir Füssli.
Johann Caspar Füssli  (3 janvier 1706 - 6 mai 1782), né et mort à Zurich en  Suisse, est un peintre portraitiste, et écrivain suisse.

## Filiation

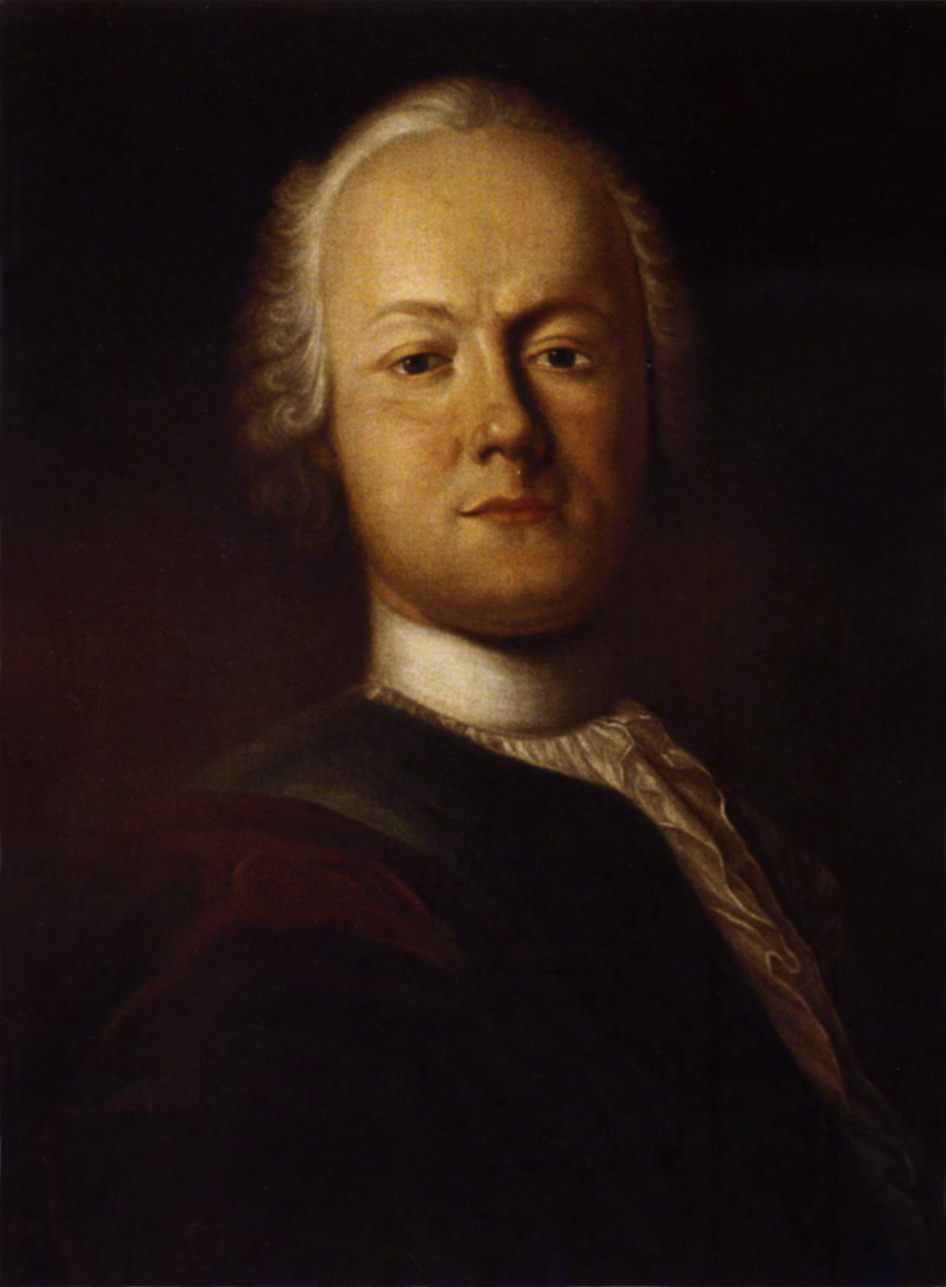
Friedrich Gottlieb Klopstock (1750). Portrait par Johann Caspar Füssli.

Johann Caspar Füssli est le fils de Hans Rudolf, peintre, et d'Elisabeth Schärer. Il épouse Anna Elisabeth Waser et est le père de :
- Hans Rudolf Füssli ;
- Johann Heinrich Füssli, aussi Heinrich Füssli ou Henry Fuseli  (né le 6 février 1741 à Zurich, mort le  16 avril 1825 à Putney Hill (Londres)), artiste peintre ;
- Johann Kaspar Füssli, (né le 9 mars 1743 à Zurich, mort le 4 mai 1786 à Winterthur), entomologiste.

## Biographie
Il étudie d'abord à Vienne de 1724 à 1731, puis devient portraitiste dans les cours d'Allemagne du Sud.
À partir de 1736, il revient à Zurich où il peint des représentants du gouvernement et des Lumières parmi lesquels il avait de nombreux amis, comme Johann Jakob Bodmer ou Friedrich Gottlieb Klopstock.
Il fut également secrétaire du Conseil de Zurich de 1757 à 1764.
Il est mort à Zurich le 6 mai 1782.

## Publications
- Geschichte und Abbildung der besten Mahler in der Schweitz (1754-1757).
- Geschichte der besten Künstler in der Schweitz (1769-1779).